# Rolf Kuhle
Rolf Kuhle (* 20. Februar 1923; † 24. Dezember 2015 in Potsdam) war ein deutscher Fußballspieler. In den 1950er-Jahren spielte er für Rotation Babelsberg in der DDR-Oberliga, der höchsten Liga im DDR-Fußball.

## Sportliche Laufbahn
Beim Ballspielverein Luckenwalde begann  Rolf Kuhles Fußballkarriere. Als Juniorenspieler gehörte er zu den Führungsspielern der Landesauswahl Brandenburgs und war deren Mannschaftskapitän. Als 1940 die Brandenburger gegen die Berliner Juniorenauswahl im Olympiastadion Berlin mit 3:1 gewannen, war Kuhle der dreifache Torschütze. Als Vorspiel zum Pokalendspiel Dresdner SC : 1. FC Nürnberg spielten sie vor 90.000 Zuschauern. Es sollte eine Wiederholung geben. Am 22. Juni 1941 gewannen die Brandenburger 1 : 0 gegen die Berliner Juniorenauswahl. Als Vorspiel zum Endspiel um die Deutsche Meisterschaft zwischen Schalke 04 gegen Rapid Wien waren wieder ca. 90:000 Zuschauer anwesend.
Als 16-Jähriger nahm er erfolgreich an einem Übungsleiterlehrgang unter Leitung von S. Herberger teil. Als jüngster Übungsleiter trainierte er bereits eine Männermannschaft.
Der Zweite Weltkrieg stoppte zunächst Kuhles Karriere, erst 1948 kehrte er aus französischer Kriegsgefangenschaft zurück. Er schloss sich der neu gegründeten Sportgemeinschaft der Deutschen Volkspolizei Potsdam an, die mit Kuhle in der Saison 1948/49 erstmals an der Brandenburger Landesliga teilnahm. Im ostdeutschen Pokalwettbewerb 1949 erreichte Kuhle mit der SG DVP das Viertelfinale. Als 1950 im DDR-Fußball mit der DDR-Liga eine neue zweitklassige Liga eingerichtet wurde, gehörte die SG VP als Vorjahresdritter der Landesklasse Brandenburg zu den 18 Mannschaften der Ligastaffel Nord. Der nun schon 27-jährige Rolf Kuhle stand für die Saison 1950/51 wieder im Spieleraufgebot der Potsdamer Polizeimannschaft. Er bestritt alle 18 Ligaspiele und erzielte dabei als halblinker Stürmer fünf Tore. Auch 1951/52 fehlte er bei keinem der nun 22 ausgetragenen Ligaspielen und kam ebenfalls wieder auf fünf Punktspieltore.
Die Umsiedlung der SG DVP von Potsdam nach Ost-Berlin zur Spielzeit 1952/53 nahm Rolf Kuhle zum Anlass, zur Betriebssportgemeinschaft (BSG) Rotation Babelsberg in die DDR-Oberliga zu wechseln.  Als Stammspieler  setzte Trainer Ludwig Wieder Kuhle auf verschiedenen Angriffspositionen ein. Ihm ging ein Ruf als brillanter Techniker voraus.
In 42 Oberligaeinsätzen erzielte  er insgesamt 12 Tore. Häufige Verletzungen führten in der Folge zu Spielausfällen und zu Kurzeinsätzen. Er wurde vorrangig als Einwechselspieler eingesetzt.
Unter dem neuen Trainer der BSG Rotation Helmut Jacob scheiterte der Versuch ihn weiter als Stammspieler einzusetzen.
Nach Abschluss der Saison 1956 beendete Rolf Kuhle verletzungsbedingt seine Laufbahn als Leistungsfußballer. Er konnte auf 42 Oberligaeinsätze mit zwölf Toren und 40 DDR-Ligaspiele mit zehn Toren zurückblicken. Als Übungsleiter betreute er später die unterklassigen Mannschaften von Lokomotive und Empor Potsdam.
Am 24. Dezember 2015 verstarb er im Alter von 92 Jahren.